# Вогняний поршень

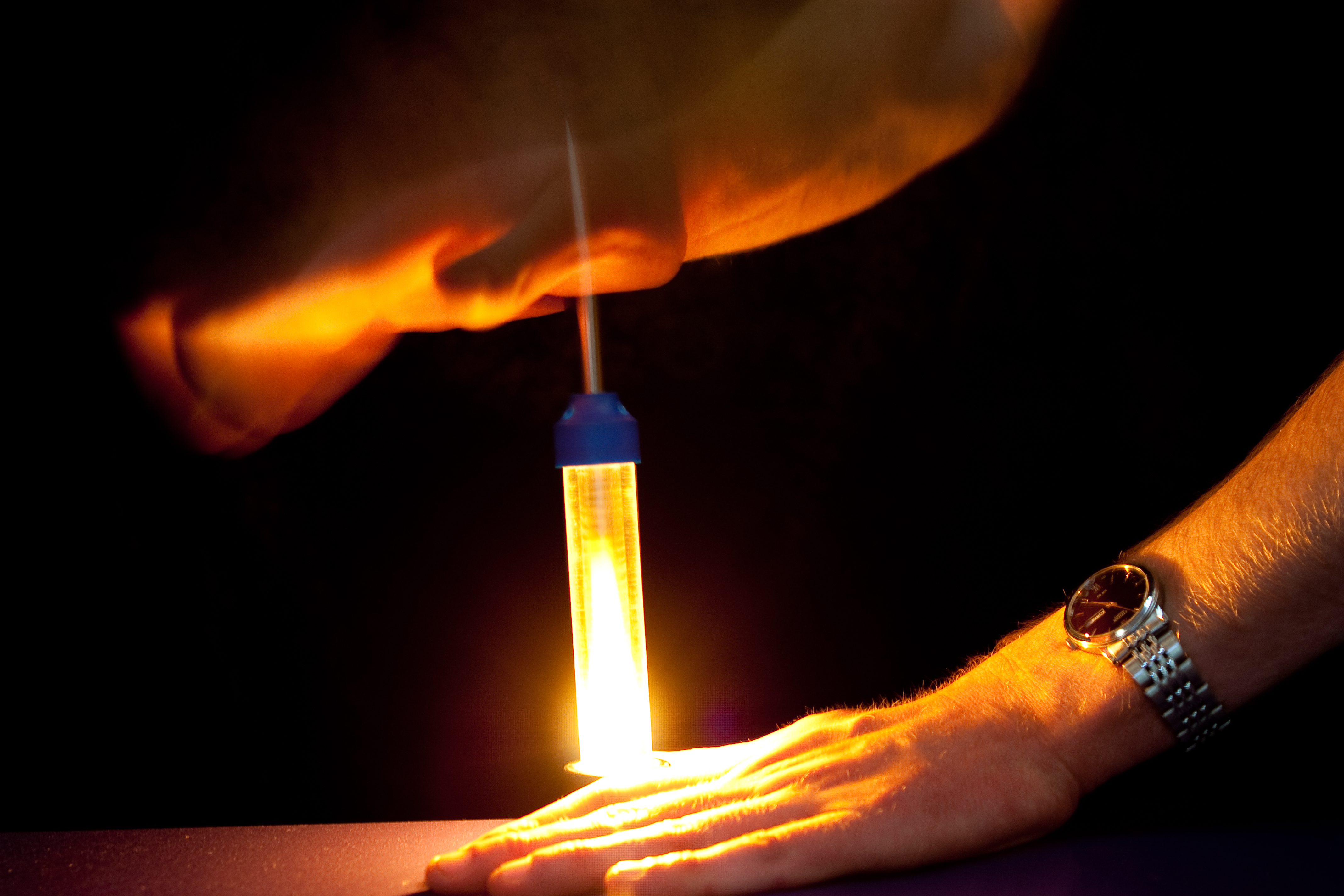
Вогняний поршень

Вогняний поршень (англ. Fire piston, ударне кресало або поршень-запальничка)  — це пристрій, який з давніх часів використовується для розпалювання вогню. В основі вогняного поршня лежить принцип нагрівання газу (в даному випадку повітря) за рахунок швидкого адіабатичного стиснення з метою запалення шматка трута, який потім використовується для підпалювання матеріалу який запалюється
.
У традиційному варіанті виготовляється з дерева, рогу, бамбука, в сучасному варіанті також може бути зі скла, а поршень — зі свинцю або іншого металу.

## Застосування
Помпове кресало складається із пустого порожнистого циліндра, герметично закритого з одного боку і відкритого з другого. Діапазон розмірів:
Довжина трубки від 7 до 35 см.
Діаметр отвору від 6 до 14 мм.
У циліндр встановлюється поршень з повітронепроникною кільцевою прокладкою ущільнювача, всередині циліндра. Для створення герметичного, але при цьому ковзного ущільнення використовуються гумові прокладки або мастило. Наприкінці поршня є невелика порожнина, куди міститься трут, який не подрібнюється під час наступних операцій. Для того щоб укласти або видалити трут, поршень може бути повністю вийнятий з циліндра.
Поршень (або циліндр) має на кінці рукоятку, щоб до неї можна було прикріпити жорсткий затискач, або досить велику площу поверхні, по якій можна різко і безболісно вдарити, при цьому циліндр (або поршень) повинен різко вдаритися у тверду поверхню. Стиснення повітря під час швидкої подачі поршня в циліндр призводить до того, що температура всередині циліндра різко зростає до 260 °C, температури самозаймання трута
.
Це досить висока температура для того, щоб трут на поверхні або всередині поршня спалахнув і можна було побачити спалах (займання), якщо циліндр виконаний з напівпрозорого або прозорого матеріалу. Потім поршень швидко відводиться, перш ніж на горіння трута витрачений кисень, що є всередині циліндра. Далі тліючий трут знімають з торця поршня і переносять у велику купку матеріалу для розпалювання. Тліючий матеріал інтенсивно роздмухується, доки не розгориться полум'я, на різних етапах розпалювання підкидають розпалювальний матеріал, доки вогонь не розгориться на повну силу.

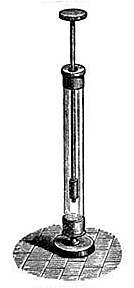
Вогняний поршень

Стародавні та сучасні моделі ударного кресала можуть бути виготовлені з дерева, рогів тварин, бамбука або свинцю. Нині кресало найчастіше роблять із дерева, металу чи пластмаси. Саморобне помпове кресало можна виготовити, використовуючи дерев'яний шкант, полівінілхлоридну або мідну трубку і гумову кільцеву прокладку, при цьому собівартість виробу буде менше двох доларів США.

## Принцип дії
При швидкому стисканні газу одночасно збільшується його тиск і температура. Якщо таке стискування відбувається занадто повільно, тепло розсіюється в навколишнє середовище, оскільки газ повертається в рівноважне положення з навколишнім повітрям. Якщо стиск досить швидкий, тоді термічний рівноважний стан не настає. Термодинамічна температура газу може раптово стати в кілька разів вищою, ніж температура навколишнього середовища, підвищуючись від початкової кімнатної температури газу до температури, достатньої для займання трута. Повітря в циліндрі діє як джерело тепла і як окислювач для тліючого пального матеріалу.
Той самий принцип використовується для запалювання горючої суміші в циліндрі дизельного двигуна, в якому не потрібно використовувати свічку запалювання, як в бензиновому двигуні. Принцип дії аналогічний принципу дії нафтового двигуна, більш раннього попередника дизельного двигуна, в якому паливо (трут) стискається газом, тоді як у дизельному двигуні упорскування палива відбувається при стислому газі і при високій температурі .
Ступінь стиснення для помпового кресала становить 25 до 1. Це можна порівняти з відношенням 20:1 для сучасного дизельного двигуна і відношенням в діапазоні від 7:1 до 11,5:1 для бензинового двигуна. Ударне кресало спеціально зроблено досить вузьким, людина без сторонньої допомоги може розвинути достатнє зусилля, щоб максимально стиснути повітря у циліндрі. Для того, щоб досягти високого ступеня стиснення, кінцевий стислий об'єм трута та повітря повинен бути невеликим по відношенню до довжини трубки поршня. Ці два фактори означають, що в ударному огниві можна розпалити лише невелику кількість трута, але його може бути достатньо, щоб підпалити інший розпалювальний матеріал і своєю чергою розпалити сильніший вогонь.
Трут, який спалахує при дуже низькій температурі, підходить найкраще. Легкозаймисті матеріали, такі як обвуглена тканина або трутовик підходять так само добре, як і трут, і можуть підтримувати тління. І навпаки, бавовняне волокно спалахує при температурі 455 ° F (235 ° C) і яскраво горить, але не підтримує тління. Яскравий спалах підходить для демонстраційних цілей, але не годиться для розпалювання постійного вогню.
Конструкція ручного велосипедного насоса дуже схожа, за винятком того, що у насоса є клапани і шланг для подачі стисненого повітря. У разі насоса нагрівання стисненого повітря буде небажаним побічним ефектом, і конструкція і мастильні матеріали повинні бути підбиратися таким чином, щоб не допускати виникнення максимально високих температур.
Вогняний поршень протягом довгих століть використовувався для розпалу вогню в країнах Південно-Східної Азії і на островах Тихого океану. Там було виявлено культури, які використовують як зброю духову трубку, і було висунуто припущення, що вона могла послужити прототипом конструкції кресала. Є свідчення використання помпового кресала в М'янмі, на півострові Малакка, в Індокитаї, на Борнео (Калімантані), Суматрі, Яві, Сулавесі, на Філіппінах, на Мадагаскарі і в і.
На Заході перше ударне кресало виготовив 1745 року абат Агостіно Руффо з Верони, який зробив кілька пневматичних рушниць для короля Португалії Жуана V. Коли Руффо випробовував повітряний насос, після нагнітання тиску в насос деревина обгорала. Згодом він виявив, що в насосі відбувається загоряння трута. Руффо виготовив апарат подальшого вивчення цього явища. У статті 1876 року в Нью-Йорк Таймс стверджувалося, що сучасне ударне кресало було незалежно винайдено на заході в ході експериментів з пневматичною рушницею, а не скопійовано за аналогією з азіатською конструкцією.
Зареєстровано, що вперше помпове кресало було продемонстровано вченим у 1802 році і запатентовано одночасно в Англії і у Франції в 1807 році. Вогняний поршень або, як вони його тоді називали, «поршень-запальничку» був популярним побутовим інструментом по всій Європі на початку XIX століття, поки в 1844 році не були винайдені сучасні сірники.
Можливо, саме помпове кресало надихнуло Рудольфа Дізеля на створення його дизельного двигуна в 1892 році. У США описи помпового кресала публікувалися неодноразово протягом багатьох років.